# 上川村 (新潟県東蒲原郡)
上川村（かみかわむら）は、新潟県東蒲原郡にあった村。津川町への通勤率は26.5%（平成12年国勢調査）。2005年4月1日、鹿瀬町、津川町、上川村、三川村の4町村の合併による阿賀町の発足により消滅した。

## 地理
河岸段丘が発達。
- 山：御神楽岳
- 河川：常浪川

## 歴史
縄文草創期の遺跡である室谷洞窟、小瀬ヶ沢洞窟があり、縄文人の生活を知る上で重要とされる。しかし、発掘された土器、石器類、人骨などは全て村外に持ち出され、国指定重要文化財「室谷洞窟遺跡出土品」は長岡市立科学博物館に所蔵されている。また未発掘の縄文時代の貝塚がいくつか存在する。
一説には平家から逃亡していた以仁王がこの地で生涯を閉じたとも言われている。現在も以仁王の墓らしきものが残っているが、その真相は定かではない。
小川の庄は会津と関係が深く、戦国時代以前から会津の属州として位置付けされる。津川の麒麟山にあった城の城主、金上氏は上杉軍と幾度か戦を交えているが、自然の要塞であったことも有り陥落することはなかった。だが会津の蘆名氏の危機とともに滅ぶこととなる。その後会津の藩主が度々変わり、保科氏より本格的な会津の歴史となる。山村として漆の原木を維持管理し、年貢としていたようである。みつまたやこうぞなどの和紙の原料も同じである。
会津戊辰戦争では津川口での戦などに参戦している。そのころの刀剣をまだ家に所蔵している家も多くある。
廃藩置県で初めは若松県であったが、二度目の置県で福島市を県庁所在地となったため、県庁まで遠すぎることと、山縣有朋の一言で小川の庄は新潟県に編入となる。明治生まれの人には会津への思いの強い人が多かった。明治の村分けはとても細かく分かれ、昭和まで合併が続く。なごりの村の名が郵便地名や本籍に残る。
2005年4月小川の庄がひとつとなり阿賀町となった。
現在、これと言った主力産業はない。コシヒカリの産地であるが、農地が狭いため、南魚沼産コシヒカリのような安定量のある米と違い市場にほとんど出まわらない。

### 沿革
- 1954年12月1日 - 上条村、西川村、東川村が合併して発足。
- 2005年4月1日 - 津川町、鹿瀬町、三川村と合併して阿賀町となり消滅。

## 行政
- 村長：石川正文（2002年1月30日から）

## 経済

### 産業
農業・林業のほか、かつては西川鉱山をはじめとする小規模な鉱山が多数所在した。

### 伝統産業
- 小出和紙

## 姉妹都市・提携都市

### 国内
- 上川町（北海道上川支庁）

## 教育
- 上条小学校
- 三宝分小学校
- 七名小学校
- 西川小学校
  - 神谷分校
- 上川中学校

## 交通

### 道路
- 磐越自動車道 上川PA
- 新潟県道227号室谷津川線
- 新潟県道228号柴倉津川線
- 新潟県道354号黒倉野中線

### 鉄道
村内に鉄道は通っていない。隣接する津川町のJR磐越西線津川駅が最寄り駅となる。

### バス
新潟交通観光バス津川営業所の路線バスのほか、新潟市方面との高速バスの運行もあった。

## 名所・旧跡・観光スポット・祭事・催事

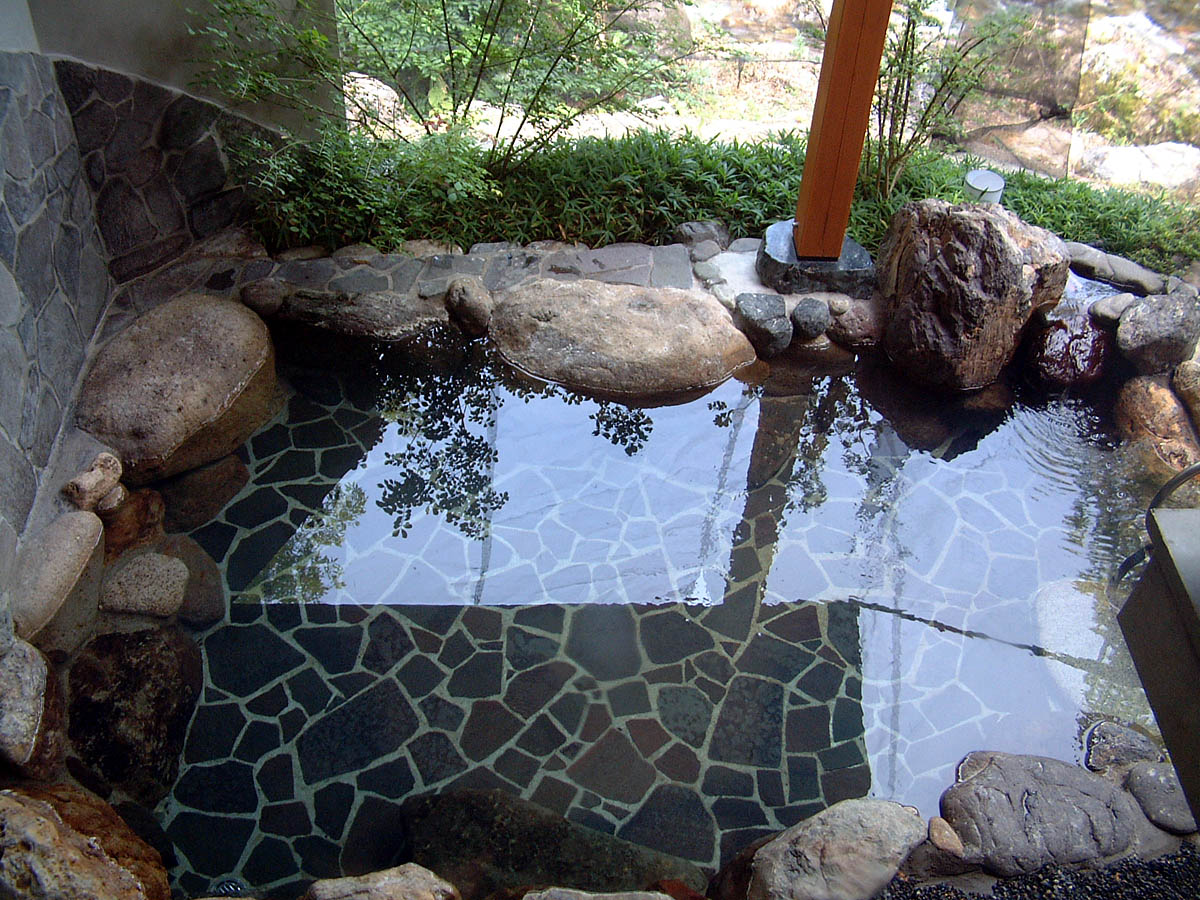
「御神楽温泉 あすなろ荘」の露天風呂

- 室谷洞窟：国の史跡
- 小瀬ヶ沢洞窟：国の史跡
- 極楽寺の野中ザクラ：国の天然記念物
- 西山日光寺
- たきがしら湿原
- 御神楽岳
- 御神楽温泉
  - あすなろ荘
  - みかぐら荘
  - 小会瀬
- 七福温泉
  - 七福荘
- あすなろ森林公園
- ふれあいの森
- 岩堂かやぶきの里
- 丸渕観光わらび園
- 中山観光わらび園
- 九島観光栗・しいたけ園
- アイビスゴルフクラブ
- 上川物産直売所

出典：